# Passaic
Passaic je město ve Spojených státech amerických. Nachází se v okrese Passaic County ve státě New Jersey. Ve městě žije přibližně 71 tisíc obyvatel a jeho rozloha činí 8,4 km². Město bylo založeno roku 1679. Je 16. nejlidnatějším městem ve státě New Jersey a 552. nejlidnatější město v USA. S hustotou zalidnění přesahující 22 tisíc obyvatel na kilometr čtvereční je 5. nejhustěji zalidněným městem v porovnání s dalšími americkými městy s alespoň 50 tisíci obyvateli. Město leží na řece Passaic severně od Newarku. Název města pochází z jazyka kmene Lenapů. Své sídlo zde má Rusínská eparchie Passaic.

## Rodáci
- Zoe Saldaña (* 1978) – americká herečka
- Loretta Switová (1937–2025) – americká herečka
- Liza Weil (* 1977) – americká herečka
- Paul Rudd (* 1969) – americký herec a scenárista
- Robert Smithson (1938–1973)
- Richie Ramone (* 1957) – americký hudebník skupiny
- Michael J. Pollard (1939–2019)
- Saul Zaentz (1921–2014) – americký filmový producent